# Huantraiconella
Huantraiconella is een geslacht van uitgestorven kreeftachtigen uit de klasse van de Ostracoda (mosselkreeftjes).

## Soort
- Huantraiconella prima Bertels, 1968 †